# Atom (標準)
Atom是一對彼此相關的標準。Atom供稿格式（Atom Syndication Format）是用於網站消息來源，基于XML的文档格式；而Atom出版協定（Atom Publishing Protocol，簡稱AtomPub或APP）是用於新增及修改網路資源，基于HTTP的协议。
它借鉴了各种版本RSS的使用经验，被許多的聚合工具广泛使用在发布和使用上。Atom供稿格式設計作為RSS的替代品；而Atom出版協定用來取代現有的多種發布方式（如Blogger API和LiveJournal XML-RPC Client/Server Protocol）。Google提供的多種服务正在使用Atom。Google Data API（GData）亦基於Atom。
Atom是IETF的「建議標準」，Atom供稿格式列為RFC 4287（页面存档备份，存于），而Atom出版協定列為RFC 5023（页面存档备份，存于）。

## 歷史
Atom曾命名為「Echo」。

## Atom與RSS 2.0的比較
当初发展Atom的动机在于广泛应用RSS 2.0时所遇到的问题。为了降低开发支持Web聚合应用的难度，下面列出Atom 1.0所克服的RSS 2.0几个主要问题（源自（页面存档备份，存于））：
- RSS 2.0可能包含文本或经过编码的HTML内容，同时却没有提供明确的区分办法；相比之下，Atom则提供了明确的标签（也就是typed）。
- RSS 2.0的description标签可以包含全文或摘要（尽管该标签的英文含义为描述或摘要）。Atom则分别提供了summary和content标签，用以区分摘要和内容，同时Atom允许在summary中添加非文本内容。
- RSS 2.0存在多种非标准形式的应用，而Atom具有统一的标准，这便于内容的聚合和发现。
- Atom有符合XML标准的命名空间，RSS 2.0却没有。
- Atom通过XML内置的xml:base标签来指示相对地址（URI），RSS 2.0则无相应的机制区分相对地址和绝对地址。
- Atom通过XML内置的xml:lang，而RSS採用自己的language标签。
- Atom强制为每个条目设定唯一的ID，这将便于内容的跟踪和更新。
- Atom 1.0允许条目单独成为文档，RSS 2.0则只支持完整的种子文档，这可能产生不必要的复杂性和带宽消耗。
- Atom按照RFC 3339（页面存档备份，存于）标准（ISO 8601标准的一个子集）表示时间 ，而RSS 2.0中没有指定统一的时间格式。
- Atom 1.0具有在IANA注册了的MIME类型，而RSS 2.0所使用的application/rss+xml并未注册。
- Atom 1.0标准包括一个XML schema，RSS 2.0却没有。
- Atom是IETF组织标准化程序下的一个开放的发展中标准，RSS 2.0则不属于任何标准化组织，而且它不是开放版权的。

## 示例
一个Atom文档：
```
<?xml version="1.0" encoding="utf-8"?>

<feed
 
xmlns=
"http://www.w3.org/2005/Atom"
>

	
<title>
Example
 
Feed
</title>

	
<subtitle>
A
 
subtitle.
</subtitle>

	
<link
 
href=
"http://example.org/feed/"
 
rel=
"self"
 
/>

	
<link
 
href=
"http://example.org/"
 
/>

	
<id>
urn:uuid:60a76c80-d399-11d9-b91C-0003939e0af6
</id>

	
<updated>
2003-12-13T18:30:02Z
</updated>

	
<author>

		
<name>
John
 
Doe
</name>

		
<email>
johndoe@example.com
</email>

	
</author>

	

	
<entry>

		
<title>
Atom-Powered
 
Robots
 
Run
 
Amok
</title>

		
<link
 
href=
"http://example.org/2003/12/13/atom03"
 
/>

		
<link
 
rel=
"alternate"
 
type=
"text/html"
 
href=
"http://example.org/2003/12/13/atom03.html"
/>

		
<link
 
rel=
"edit"
 
href=
"http://example.org/2003/12/13/atom03/edit"
/>

		
<id>
urn:uuid:1225c695-cfb8-4ebb-aaaa-80da344efa6a
</id>

		
<updated>
2003-12-13T18:30:02Z
</updated>

		
<summary>
Some
 
text.
</summary>

	
</entry>

</feed>

```

### 包含于XHTML
下列标签会被插入XHTML文档的头部以提供ATOM源的链接。
```
<link
 
href=
"atom.xml"
 
type=
"application/atom+xml"
 
rel=
"alternate"
 
title=
"Sitewide ATOM Feed"
 
/>

```